# Lijst van nummer 1-hits in Oostenrijk in 2017
Deze hits stonden in 2017 op nummer 1 in de Ö3 Austria Top 40, de bekendste hitlijst in Oostenrijk.
| Datum        | Artiest                   | Titel                  |
| ------------ | ------------------------- | ---------------------- |
| 6 januari    | Pentatonix                | Hallelujah             |
| 13 januari   | Alan Walker               | Alone                  |
| 20 januari   | Ed Sheeran                | Shape of you           |
| 27 januari   | Ed Sheeran                | Shape of you           |
| 3 februari   | Ed Sheeran                | Shape of you           |
| 10 februari  | Ed Sheeran                | Shape of you           |
| 17 februari  | Ed Sheeran                | Shape of you           |
| 24 februari  | Ed Sheeran                | Shape of you           |
| 3 maart      | Ed Sheeran                | Shape of you           |
| 10 maart     | Ed Sheeran                | Shape of you           |
| 17 maart     | Ed Sheeran                | Shape of you           |
| 24 maart     | Ed Sheeran                | Shape of you           |
| 31 maart     | Ed Sheeran                | Shape of you           |
| 7 april      | Ed Sheeran                | Shape of you           |
| 14 april     | Marco Wagner & Dave Brown | Hey bro!               |
| 21 april     | Ed Sheeran                | Shape of you           |
| 28 april     | Luis Fonsi & Daddy Yankee | Despacito              |
| 5 mei        | Luis Fonsi & Daddy Yankee | Despacito              |
| 12 mei       | Luis Fonsi & Daddy Yankee | Despacito              |
| 19 mei       | Luis Fonsi & Daddy Yankee | Despacito              |
| 26 mei       | Luis Fonsi & Daddy Yankee | Despacito              |
| 2 juni       | Luis Fonsi & Daddy Yankee | Despacito              |
| 9 juni       | Luis Fonsi & Daddy Yankee | Despacito              |
| 16 juni      | Luis Fonsi & Daddy Yankee | Despacito              |
| 23 juni      | Luis Fonsi & Daddy Yankee | Despacito              |
| 30 juni      | Luis Fonsi & Daddy Yankee | Despacito              |
| 7 juli       | Luis Fonsi & Daddy Yankee | Despacito              |
| 14 juli      | Luis Fonsi & Daddy Yankee | Despacito              |
| 21 juli      | Luis Fonsi & Daddy Yankee | Despacito              |
| 28 juli      | Luis Fonsi & Daddy Yankee | Despacito              |
| 4 augustus   | Luis Fonsi & Daddy Yankee | Despacito              |
| 11 augustus  | Luis Fonsi & Daddy Yankee | Despacito              |
| 18 augustus  | Axwell Λ Ingrosso         | More than you know     |
| 25 augustus  | Axwell Λ Ingrosso         | More than you know     |
| 1 september  | Axwell Λ Ingrosso         | More than you know     |
| 8 september  | Axwell Λ Ingrosso         | More than you know     |
| 15 september | Axwell Λ Ingrosso         | More than you know     |
| 22 september | Kay One & Pietro Lombardi | Señorita               |
| 29 september | Kay One & Pietro Lombardi | Señorita               |
| 6 oktober    | Kay One & Pietro Lombardi | Señorita               |
| 13 oktober   | Zayn & Sia                | Dusk till dawn         |
| 20 oktober   | Wanda                     | Columbo                |
| 27 oktober   | Post Malone & 21 Savage   | Rockstar               |
| 3 november   | Ed Sheeran                | Perfect                |
| 10 november  | Bausa                     | Was du Liebe nennst    |
| 17 november  | Bausa                     | Was du Liebe nennst    |
| 24 november  | Ed Sheeran                | Perfect                |
| 1 december   | Bausa                     | Was du Liebe nennst    |
| 8 december   | Bausa                     | Was du Liebe nennst    |
| 15 december  | Bausa                     | Was du Liebe nennst    |
| 22 december  | Bausa                     | Was du Liebe nennst    |
| 29 december  | Geen Top 75 verschenen    | Geen Top 75 verschenen |